# Подпалатцы
Подпалатцы — посёлок в Курьинском районе Алтайского края России, входит в состав Бугрышихинского сельсовета. Относится к труднодоступным и отдалённым местностям Алтайского края.

## География
Посёлок находится на реке Синюшка.
Уличная сеть:
В посёлке к 2018 году остались две улицы: Лесная и Речная.
Расстояние до
- районного центра Курья 49 км;
- областного центра Барнаул 246 км[6].

Ближайшие населённые пункты
Бугрышиха 6 км, посёлок Им. 8 Марта 8 км, Колывань 13 км, Подхоз 16 км, Андреевский 17 км, Сидоровка 23 км Тигерек 23 км, Суетка 24 км, Каменка 25 км, Рудовозово 27 км.

## Население
| 1997 | 1998 | 1999 | 2000 | 2001 | 2002 | 2003 |
| ---- | ---- | ---- | ---- | ---- | ---- | ---- |
| 13   | ↘11  | ↗19  | ↘10  | →10  | →10  | →10  |
| 2004 | 2005 | 2006 | 2007 | 2008 | 2009 | 2010 |
| ↘9   | →9   | ↘7   | ↘6   | →6   | ↗7   | ↗8   |
| 2011 | 2012 | 2013 |      |      |      |      |
| →8   | →8   | ↗9   |      |      |      |      |

## История
В 2011 году посёлок отметил вековой юбилей, к этой дате в нем сохранились пять домов с жителями и несколько строений, которые используются летом в качестве дач.

## Туризм

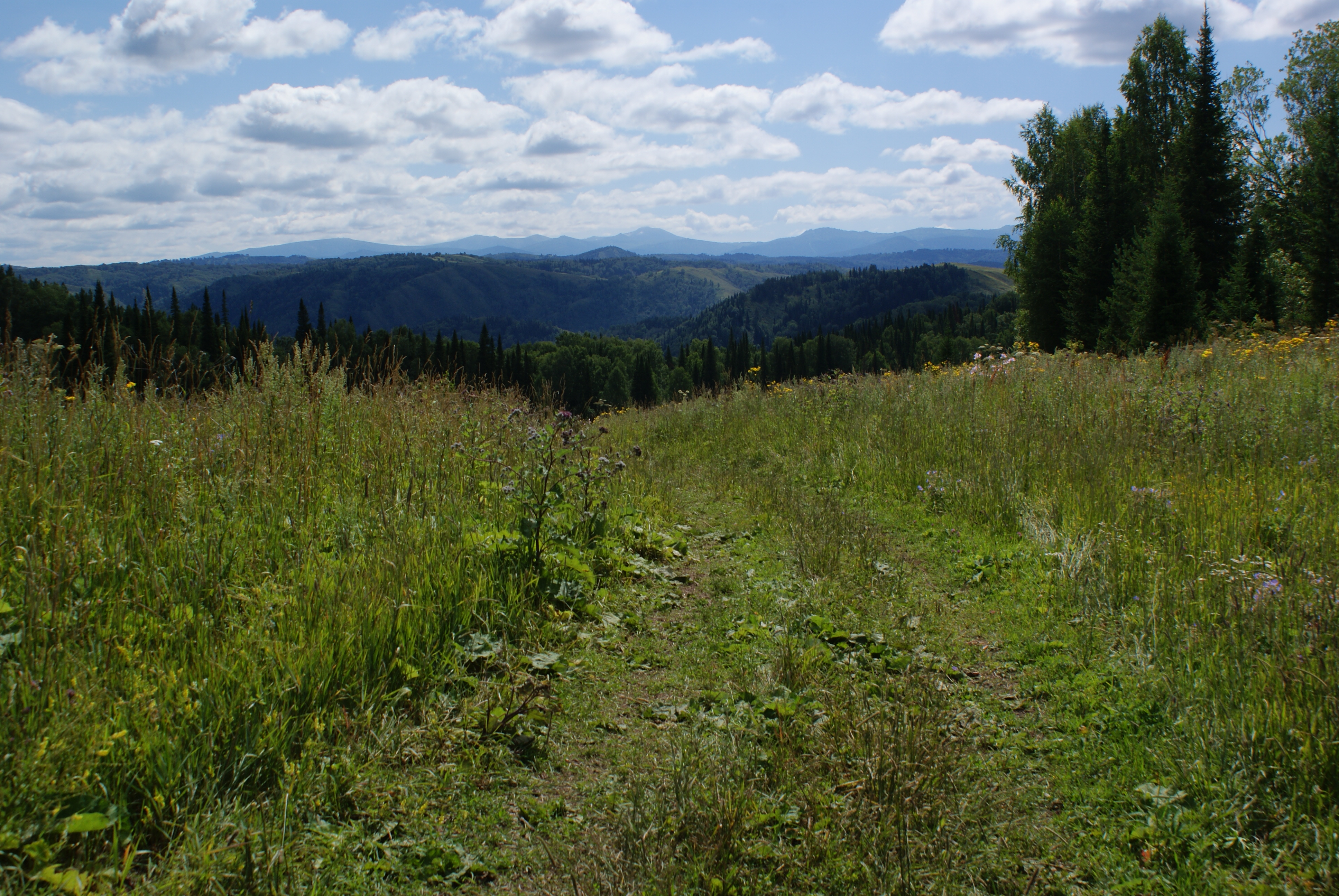
Перевал в окрестностях села Подпалатцы.

Правительством Алтайского края согласован проект по расширению территории Тигирекского государственного природного заповедника на 8855 га в границах Курьинского района. Реализация проекта поможет сохранить в окрестностях посёлка Подпалатцы природный ландшафт и биоразнообразие, обладающее эстетической и природной ценностью, в том числе, редких животных и растения.
Через посёлок проходит туристический маршрут «Горная Колывань», который доступен как на велосипедах, так и пешком. В живописном месте возле посёлка Подпалатцы есть турбаза «Душа Алтая».